# نادي ماكارا
نادي ماكارا الاجتماعي والرياضي (بالإسبانية: Club Social y Deportivo Macará) هو نادي كرة قدم مقره في أمباتو، الإكوادور . ملعبهم الرئيسي هو بيلافستا.